# Clive Lewis

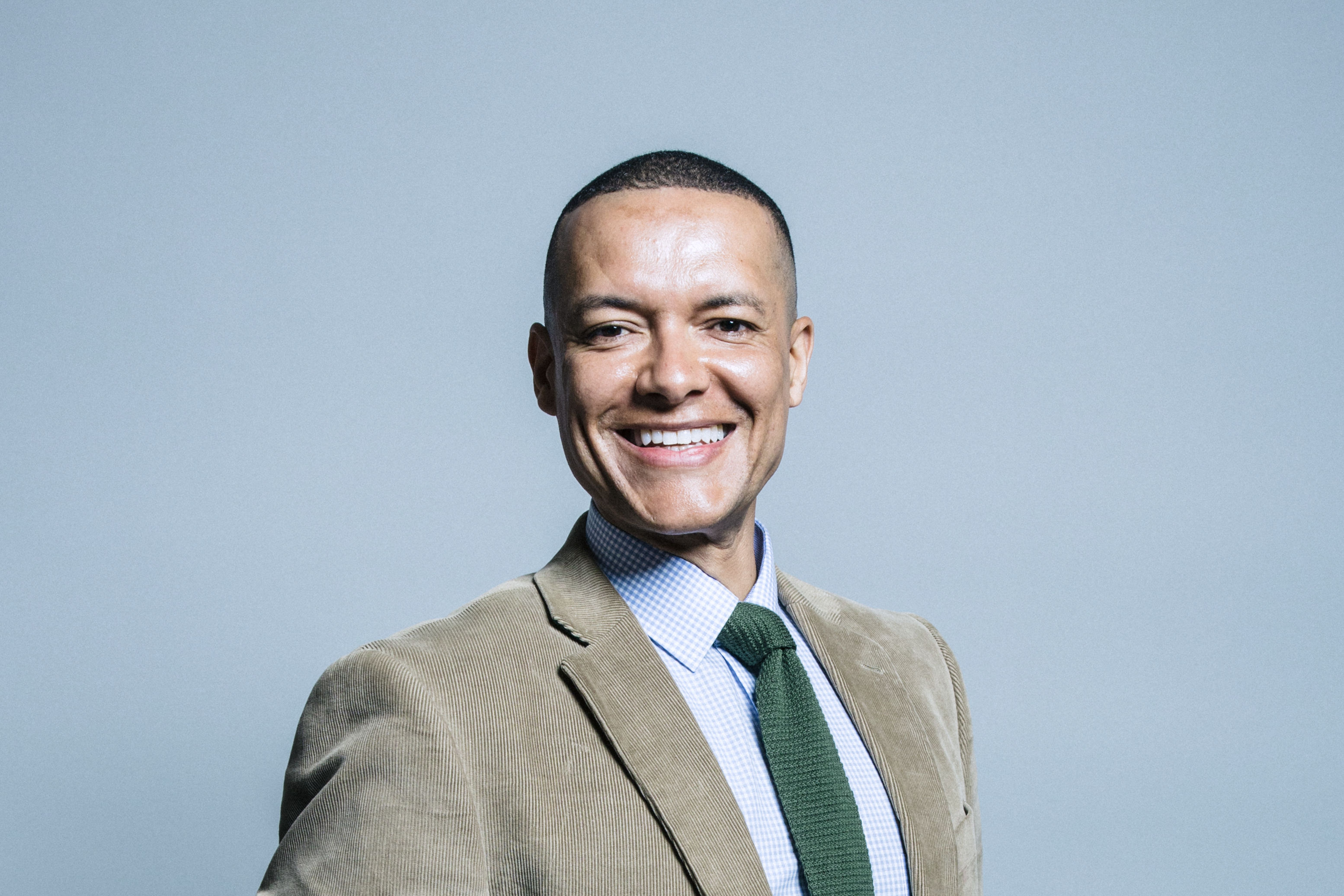
Clive Lewis, 2017

Clive Anthony Lewis (* 11. September 1971 in London) ist ein britischer Politiker der Labour Party und seit 2015 Abgeordneter des House of Commons für den Wahlkreis Norwich South. Zuvor war er Fernsehreporter bei BBC News.

## Biografie
Clive Antony Lewis wurde am 11. September 1971 in London geboren. Er wuchs in einer Sozialsiedlung in Northampton als Sohn eines alleinerziehenden Vaters auf. Er war das erste Mitglied seiner Familie, das eine Universität besuchte und Wirtschaftswissenschaften an der University of Bradford studierte, bevor er zum Präsidenten der Studentengewerkschaft und später zum Vizepräsidenten der National Union of Students (NUS) gewählt wurde.
Lewis wurde 1996 vom Präsidenten der NUS, Jim Murphy, aus der Rolle des Vizepräsidenten der NUS ausgeschlossen, weil er öffentlich Bedenken hinsichtlich der Studiengebühren äußerte. Murphys Handlungen wurden in der Öffentlichkeit scharf kritisiert, allen voran von Ken Livingstone, damals Labour-Abgeordneter und späterer Mayor of London.
Lewis kandidierte 1996 als Präsident der National Union of Students. Er unterlag jedoch Douglas Trainer.

## Politische Karriere
Lewis wurde im November 2011 als zukünftiger Kandidat der Labour Party für Norwich South gewählt und setzte sich gegen alle anderen Kandidaten durch, darunter auch gegen den Musiker Dave Rowntree. Bei den Unterhauswahlen 2015 gewann Lewis den Wahlkreis mit deutlicher Mehrheit. Er löste damit den bisherigen Abgeordneten Simon Wright von den Liberal Democrats ab. Bei den Unterhauswahlen 2017 und den Unterhauswahlen 2019 verteidigte Lewis sein Mandat.
Lewis war einer von 36 Labour-Abgeordneten, die Jeremy Corbyn als Kandidaten für die Wahl zum Parteivorsitzenden der Labour Party 2015 nominierten. Im September 2015 wurde er als Schattenminister im Team für Energie und Klimawandel berufen.
Nach dem Rücktritt von Corbyns Schattenkabinett nach dem EU-Mitgliedschaftsreferendum im Vereinigten Königreich 2016 wurde Lewis zum Schattenverteidigungsminister ernannt. Im September 2016, als Lewis sich auf seine erste Rede als Schattenverteidigungsminister vorbereitete, änderte Corbyn einen Teil seiner Strategie, in der er verkündete, dass er Labours derzeitige Politik in Bezug auf Atomwaffen nicht ändern wolle. Lewis wurde durch eine Haftnotiz über die Änderung informiert. Einen Monat später entfernte Corbyn Lewis aus dem Amt des Schattenverteidigungsministers und ersetzte ihn durch Nia Griffith. Lewis wurde dann zum Schattengeschäftssekretär ernannt. Der Schritt wurde als taktische Herabstufung angesehen.
Am 8. Februar 2017 trat Lewis aus Protest gegen die Entscheidung der Labour Party, seine Abgeordneten zur Aktivierung von Artikel 50 und damit zur Einleitung des Brexit-Prozesses zu zwingen, aus dem Schattenkabinett zurück. Er gehörte zu den 47 Labour-Abgeordneten, die gegen Artikel 50 stimmten. Im April 2017 stimmte er gegen die vorgezogenen Neuwahlen 2017. Neben ihm stimmten nur 12 weitere Abgeordnete ebenfalls dagegen. 
Von Vorwürfen sexueller Belästigung wurde er 2017 durch eine innerparteiliche Untersuchung freigesprochen.
2019 kam er zurück ins Schattenkabinett von Jeremy Corbyn, jetzt zuständig für Nachhaltiges Wirtschaften.
Im Dezember 2019 gab Lewis bekannt, sich für den Vorsitz der Labour Party zu bewerben. Nachdem zu wenige andere Abgeordnete seine Kandidatur unterstützten, zog er sich Februar 2020 wieder zurück.
Den üblichen Schwur auf den König im Parlament leistete er nur unter Protest, weil er ein Anhänger einer schottischen Republik ist.

## Politische Positionen
Lewis wird dem linken Flügel der Labour Party zugeordnet. Er kritisierte den Kurs von New Labour scharf und erklärte ihn in seiner Siegesrede nach den Unterhauswahlen 2015 für „tot und begraben“. Zugleich versprach er sich gegen einen „Ansturm von Kürzungen“ der regierenden Conservative Party einzusetzen. Er distanzierte sich von dem restriktiven Kurs der Labour Party in der Einwanderungspolitik.
Anders als Jeremy Corbyn bekannte sich Lewis von Anfang an klar zur EU-Mitgliedschaft des Vereinigten Königreichs. Als einer der ersten Abgeordneten sprach er sich für ein zweites Referendum aus. Er setzt sich für eine ehrgeizige Klimapolitik ein und arbeitete unter anderem mit der Grünen-Abgeordneten Caroline Lucas einen Green New Deal aus.